# Presidencia de Barack Obama
La presidencia de Barack Obama dio comienzo al mediodía del martes 20 de enero de 2009 (EST), tras haber jurado el cargo como el cuadragésimo cuarto presidente de los Estados Unidos durante una ceremonia celebrada en el Capitolio de los Estados Unidos. La misma culminó al mediodía del viernes 20 de enero de 2017, cuando el presidente electo Donald J. Trump asumió la presidencia. 
Como presidente, Obama emprendió políticas para lograr estabilizar la economía norteamericana, golpeada tras la crisis financiera de 2008, entre ellas la Ley de Re inversión y Recuperación de 2009, un paquete de estímulos económicos de alrededor de 800 000 millones de dólares. Esta ley, de conjunto a las aprobadas desde la Reserva Federal así como el rescate al sector automovilístico, fueron vitales en contener la crisis. De igual manera, su Administración impulsó la reforma del sector bancario y financiero (a través de Ley Dodd-Frank), la cual intentó poner freno a los excesos bancarios y una mayor protección a los consumidores frente a la crisis. A pesar de los buenos resultados económicos (crecimiento del PIB sostenido de un promedio de 2.1 puntos anuales, desempleo por debajo del 5 %), estos no se han revertido en la mayoría de los ciudadanos. Salarios estancados y bajos índices de reducción de la pobreza, han sido elementos claves de la frustración popular hacia Obama, elementos bien utilizados por su sucesor Donald Trump en su victoria en los comicios de noviembre de 2016.
En política interna de la Administración Obama se destacan la Ley de Protección al Paciente y Cuidado de Salud Asequible, más conocida como Obamacare, la cual pretendía garantizar el acceso a cobertura sanitaria a cerca de 20 millones de estadounidenses. Destacado ha sido también sus políticas en materia de matrimonio igualitario y a favor de la comunidad LGTBI, como por ejemplo la revocación de la política Don't ask, don't tell sobre homosexualidad en el Ejército; así como su apuesta en materia de cambio climático y protección medioambiental.
En política internacional se encuentra la firma del pacto nuclear con Irán, el inicio del proceso de normalización de relaciones entre Cuba y los Estados Unidos, la captura de Osama bin Laden, la renovación del tratado START III y la retirada de las tropas estadounidenses de Irak en 2011. Sin embargo, el incremento de la amenaza extremista islámica (ISIS, Al-Qaeda y Boko Haram), la Guerra de Siria, la intervención en el conflicto libio y la incapacidad de cumplir con el compromiso de cierre de la cárcel en la base militar de Guantánamo; se cuentan entre los fracasos de una política internacional que muchos consideran ineficaz.

## Periodo de transición e inauguración

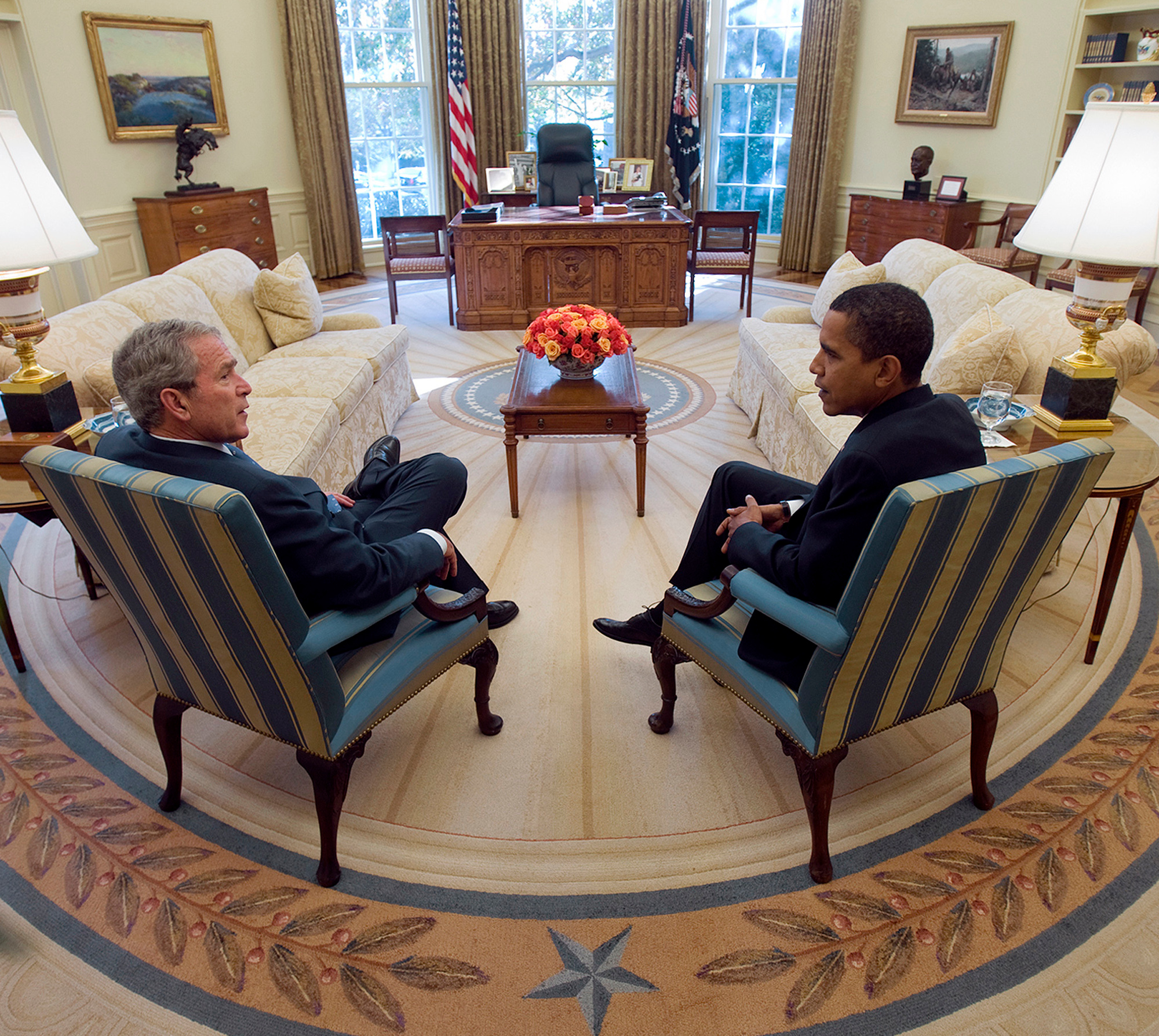
El presidente George W. Bush reunido con el entonces presidente electo Barack Obama el 10 de noviembre de 2008.

El período de transición presidencial dio inicio tras la elección de Obama como presidente el 4 de noviembre de 2008. El equipo de transición estuvo presidido por John Podesta, Valerie Jarrett, y Pete Rouse. Durante el período de transición, Obama anunció su nominaciones para su Gabinete y la administración. La primera de ellas fue la designación, un día después de su victoria electoral, de Rahm Emanuel, representante a la Cámara por el 5.º distrito de Illinois, como su Jefe de Gabinete. El 10 de noviembre de 2008, el entonces presidente George W. Bush recibió en la Casa Blanca a su sucesor, Barack Obama, en un encuentro que marcó el inicio del proceso de transición.
Barack Obama fue juramentado el 20 de enero de 2009. Oficialmente asumió el cargo exactamente al mediodía, EST, y completó el juramento del cargo a las 12:05 PM EST. Entregó su discurso inaugural inmediatamente después de su juramento. Después de su discurso, se dirigió a la Sala de Presidentes del ala del Capitolio y firmaron tres documentos: una proclamación conmemorativa, una lista de los nombramientos de Ministros, y una lista de los nombramientos del sub-Gabinete, antes de asistir a un almuerzo con dirigentes del Congreso y de la administración e invitados. Para conmemorar el 200 aniversario del nacimiento del expresidente Abraham Lincoln, la misma Biblia que se utilizó para la inauguración del Lincoln se utilizó en la inauguración de Obama.
En la administración del juramento, el presidente de la Corte Suprema John G. Roberts olvidó decir la palabra "fiel" y erróneamente sustituyó la frase "Presidente de los Estados Unidos" por "Presidente a los Estados Unidos" antes de volver a la frase correctamente, ya que inicialmente Obama lo había repetido de la forma incorrecta, algunos escolares sostuvieron que el presidente debía tomar de nuevo el juramento. El 21 de enero, Roberts readministró el juramento a Obama en una ceremonia privada en el Salón de los Mapas de la Casa Blanca; el Consejero de la Casa Blanca Greg Craig dijo que Obama tomó otra vez el juramento de Roberts, en una "precaución de exuberancia." Este segundo juramento no fue en una Biblia, aunque algunos presidentes de los EE. UU. incluyendo Theodore Roosevelt nunca tomó un juramento, con su mano sobre una Biblia. (En contraste, el vicepresidente Biden no volvió a tomar su juramento, a pesar de haber cambiado algunas palabras por error.) Obama fue el séptimo presidente de EE. UU. en volver a hacer el juramento.

## Primeros 100 días

### Legislaciones aprobadas
A los pocos minutos de tomar el Juramento de la Oficina el 20 de enero, el Jefe de Gabinete de Obama, Rahm Emanuel, emitió una orden de suspensión de última hora a través de regulaciones federales empujado por el saliente presidente George Bush, para revisar la planificación de lo que aún pendiente. En uno de sus primeros actos oficiales, el presidente Obama emitió una proclamación, declarando el 20 de enero de 2009 como el Día Nacional de la Renovación y la Reconciliación. Debido a la crisis económica, el presidente promulgó una congelación de pagos para el Personal Superior de la Casa Blanca que ganan más de $100 000 al año, así como anunciar las directrices más estrictas en relación con los grupos de presión en un esfuerzo por elevar las normas éticas de la Casa Blanca.  Él pidió por una cláusula de escape para sus propias normas, sin embargo, debido por el nombramiento de William Lynn a la posición de Secretario Adjunto de Defensa, recibió algunas críticas por hipocresía y por la violación de su compromiso por ser tan abierto en el ámbito gubernamental.
El 21 de enero, por orden ejecutiva del Presidente Barack Obama revocó la Orden Ejecutiva 13233, que había sido iniciada por la administración Bush para limitar el acceso a los registros de los expresidentes de Estados Unidos. Obama dio instrucciones a todos los organismos y departamentos de su gobierno para "adoptar una presunción en favor" de solicitudes de la Ley de Libertad de Información, revirtiendo políticas anteriores establecidas por el ex fiscal general John Ashcroft.
El 22 de enero, el presidente Obama firmó una orden ejecutiva para el cierre del campo de detención de la Bahía de Guantánamo en un año, y firmó en vigor el de una prohibición sobre el uso de la tortura y otras técnicas coercitivas ilegales, tales como submarino durante los interrogatorios y detenciones—techniques the Bush Administration and its legal counsel argued for and permitted against military and other federal agency detainees in the "War on Terror". La tortura será formalmente prohibida por el manual del campo del Ejército para el uso como guía para los interrogatorios de terroristas. Obama emitió un decreto titulado "Compromisos de Ética del Poder Ejecutivo de Personal", que regula las limitaciones en la contratación de empleados por el poder ejecutivo a sólo a personas calificadas, y poniendo restricciones severas de cabildeo en la Casa Blanca.
El 23 de enero, Obama puso fin a la prohibición de la financiación para los grupos que proporcionan servicios de aborto o de asesoramiento en el extranjero, también conocida como la "regla de mordaza". La prohibición fue originalmente puesta en marcha en 1984 por Ronald Reagan, posteriormente revocada por Bill Clinton, y restablecida por George W. Bush.
El 24 de enero, el presidente Obama dio el visto bueno para su primera acción militar, con respecto a los ataques de misiles contra presuntos militantes en Pakistán que causó la muerte de al menos 18 personas.  También estableció una política de producir un programa todos los sábados por la mañana de un discurso de vídeo disponible en whitehouse.gov y YouTube parecidos a los de durante su período de transición. El primer discurso fue visto la tarde siguiente por 600 000 espectadores de YouTube.  La política se asemejó a las charlas de radio Franklin Delano Roosevelt y George W. Bush.
El 26 de enero, Obama firmó dos memorandos presidenciales con respecto a la independencia energética. Uno fue dirigido para el Departamento de Transporte para establecer mayores normas de eficiencia del combustible antes de 2011, y la otra permitirá a los Estados aumentar sus estándares de emisiones por encima de la norma nacional, una idea rechazada por la administración Bush.
El 29 de enero, Obama firmó la Ley de Salario Justo Lilly Ledbetter, que promovió un salario justo, independientemente de su sexo, raza, o edad. Lilly Ledbetter se sumó a Obama y su esposa, Michelle, que firmó el proyecto de ley.
El 28 de abril, sorpresivamente, el senador republicano por Pennsylvannia Arlen Specter anunció su adhesión al Partido Demócrata; esto le dará una cómoda mayoría en el Senado al presidente Obama.

## Administración y gabinete
| Gabinete Obama (2009-2017)                                | Gabinete Obama (2009-2017) | Gabinete Obama (2009-2017)                     |
| Cargo                                                     | Titular                    | Período                                        |
| --------------------------------------------------------- | -------------------------- | ---------------------------------------------- |
| Vicepresidente                                            | Joe Biden                  | 20 de enero de 2009 – 20 de enero de 2017      |
| Secretario de Estado                                      | Hillary Clinton            | 21 de enero de 2009 – 1 de febrero de 2013     |
| Secretario de Estado                                      | John Kerry                 | 1 de febrero de 2013 –20 de enero de 2017      |
| Secretario del Tesoro                                     | Timothy Geithner           | 26 de enero de 2009 – 25 de enero de 2013      |
| Secretario del Tesoro                                     | Jack Lew                   | 28 de febrero de 2013 –20 de enero de 2017     |
| Secretario de Defensa                                     | Robert Gates*              | 18 de diciembre de 2006 – 1 de julio de 2011   |
| Secretario de Defensa                                     | Leon Panetta               | 1 de julio de 2011 – 27 de febrero de 2013     |
| Secretario de Defensa                                     | Chuck Hagel                | 27 de febrero de 2013 – 17 de febrero de 2015  |
| Secretario de Defensa                                     | Ashton Carter              | 17 de febrero de 2015 – 20 de enero de 2017    |
| Fiscal general                                            | Eric Holder                | 3 de febrero de 2009 – 27 de abril de 2015     |
| Fiscal general                                            | Loretta Lynch              | 27 de abril de 2015 – 20 de enero de 2017      |
| Secretario de Interior                                    | Ken Salazar                | 20 de enero de 2009 – 12 de abril de 2013      |
| Secretario de Interior                                    | Sally Jewell               | 12 de abril de 2013 – 20 de enero de 2017      |
| Secretario de Agricultura                                 | Tom Vilsack                | 20 de enero de 2009 – 20 de enero de 2017      |
| Secretario de Comercio                                    | Gary Locke                 | 26 de marzo de 2009 – 1 de agosto de 2011      |
| Secretario de Comercio                                    | John Bryson                | 21 de octubre de 2011 – 21 de junio de 2012    |
| Secretario de Comercio                                    | Penny Pritzker             | 26 de junio de 2013 – 20 de enero de 2017      |
| Secretario de Trabajo                                     | Hilda Solis                | 24 de febrero de 2009 – 22 de enero de 2013    |
| Secretario de Trabajo                                     | Thomas Pérez               | 23 de julio de 2013 – 20 de enero de 2017      |
| Secretaria de Salud y Servicios Humanos                   | Kathleen Sebelius          | 28 de abril de 2009 – 9 de junio de 2014       |
| Secretaria de Salud y Servicios Humanos                   | Sylvia Mathews Burwell     | 9 de junio de 2014 –20 de enero de 2017        |
| Secretario de Vivienda y Desarrollo Urbano                | Shaun Donovan              | 26 de enero de 2009 – 28 de julio de 2014      |
| Secretario de Vivienda y Desarrollo Urbano                | Julian Castro              | 28 de julio de 2014 – 20 de enero de 2017      |
| Secretario de Transporte                                  | Ray LaHood                 | 23 de enero de 2009 – 2 de julio de 2013       |
| Secretario de Transporte                                  | Anthony Foxx               | 2 de julio de 2013 – 20 de enero de 2017       |
| Secretario de Energía                                     | Steven Chu                 | 21 de enero de 2009 – 22 de abril de 2013      |
| Secretario de Energía                                     | Ernest Moniz               | 21 de mayo de 2013 – 20 de enero de 2017       |
| Secretario de Educación                                   | Arne Duncan                | 21 de enero de 2009 – 1 de enero de 2016       |
| Secretario de Educación                                   | John King                  | 1 de enero de 2016 –20 de enero de 2017        |
| Secretario de Asuntos de Veteranos                        | Eric Shinseki              | 21 de enero de 2009 – 30 de mayo de 2014       |
| Secretario de Asuntos de Veteranos                        | Robert McDonald            | 30 de julio de 2014 – 20 de enero de 2017      |
| Secretario de Seguridad Nacional                          | Janet Napolitano           | 21 de enero de 2009 – 6 de septiembre de 2013  |
| Secretario de Seguridad Nacional                          | Jeh Johnson                | 23 de diciembre de 2013 – 20 de enero de 2017  |
| Jefe de Gabinete de la Casa Blanca                        | Rahm Emanuel               | 20 de enero de 2009 – 1 de octubre de 2010     |
| Jefe de Gabinete de la Casa Blanca                        | William M. Daley           | 13 de enero de 2011 – 27 de enero de 2012      |
| Jefe de Gabinete de la Casa Blanca                        | Jack Lew                   | 27 de enero de 2012 – 20 de enero de 2013      |
| Jefe de Gabinete de la Casa Blanca                        | Denis McDonough            | 20 de enero de 2013 – 20 de enero de 2017      |
| Administradora de la Agencia de Protección Ambiental      | Lisa P. Jackson            | 23 de enero de 2009 – 19 de febrero de 2013    |
| Administradora de la Agencia de Protección Ambiental      | Regina McCarthy            | 18 de julio de 2013 – 20 de enero de 2017      |
| Director de la Oficina de Administración y Presupuesto    | Peter Orszag               | 20 de enero de 2009 – 30 de julio de 2010      |
| Director de la Oficina de Administración y Presupuesto    | Jack Lew                   | 18 de noviembre de 2010 – 27 de enero de 2012  |
| Director de la Oficina de Administración y Presupuesto    | Sylvia Mathews Burwell     | 24 de abril de 2013 – 9 de junio de 2014       |
| Director de la Oficina de Administración y Presupuesto    | Shaun Donovan              | 5 de agosto de 2014 – 20 de enero de 2017      |
| Embajadora ante las Naciones Unidas                       | Susan Rice                 | 26 de enero de 2009 – 30 de junio de 2013      |
| Embajadora ante las Naciones Unidas                       | Samantha Power             | 5 de agosto de 2013 – 20 de enero de 2017      |
| Representante de Comercio                                 | Ronald Kirk                | 18 de marzo de 2009 – 15 de marzo de 2013      |
| Representante de Comercio                                 | Michael Froman             | 21 de junio de 2013 – 20 de enero de 2017      |
| Administradora de la Agencia Federal de Pequeños Negocios | Karen Mills                | 6 de abril de 2009 – 1 de septiembre de 2013   |
| Administradora de la Agencia Federal de Pequeños Negocios | Maria Contreras-Sweet      | 7 de abril de 2014 – 20 de enero de 2017       |
| Director del Consejo de Asesores Económicos               | Christina Romer            | 28 de enero de 2009 – 3 de septiembre de 2010  |
| Director del Consejo de Asesores Económicos               | Austan Goolsbee            | 10 de septiembre de 2010 – 5 de agosto de 2011 |
| Director del Consejo de Asesores Económicos               | Alan Krueger               | 7 de noviembre de 2011 – 2 de agosto de 2013   |
| Director del Consejo de Asesores Económicos               | Jason Furman               | 2 de agosto de 2013 – 20 de enero de 2017      |
| *Designado durante la Administración de George W. Bush    |                            |                                                |

## Corrupción
En 2016 el hijo del vicepresidente de Obama, Hunter Biden, procuró la intervención de la embajada de Estados Unidos en Italia a favor de una empresa ucraniana de la cual era empleado.  El ministerio de relaciones exteriores de los Estados Unidos reveló la correspondencia en 2025 tras ser demandado por el New York Times en 2022.  Dicho periódico conocía la existencia de la solicitud corrupta merced al escándalo de la computadora portátil de Hunter Biden.   En 2024, Hunter Biden recibió un perdón presidencial que incluyó sus actividades ucranianas durante la presidencia Obama.

## Políticas

### Medio ambiente
El 27 de enero de 2009 Obama publicó dos decretos de leyes dirigidas a mejorar la eficiencia del combustible de la flota de automóviles en los Estados Unidos. Una ley dirigida al Agencia de Protección Ambiental permitirá que cada uno de los Estados establezcan sus propios estándares de emisiones, los cuales pueden ser más estrictos que la norma federal. La otra ley establece como objetivos encaminar al consumo de un galón de gasolina eficiente por cada 35 millas para el año 2020.

### Ética
El 21 de enero de 2009 Obama emitió un decreto de ley que requiere que todos los futuros nombramientos para su administración rechacen regalos registrados de cabilderos u organizaciones y que suspendan todas las actividades de los grupos de presión mientras trabajan para él y para dos años después de que su nombramiento haya terminado.
En su primer día en el cargo, Obama ordenó la suspensión de 120 días de todos los juicios de presuntos terroristas hechos en el campo de detención de la Bahía de Guantánamo, por lo que la nueva administración podría "revisar el proceso de comisiones militares, y los casos actualmente pendientes ante comisiones militares". En la otra ley estableció a un grupo de trabajo para que se encargara de conducir la revisión de las políticas de detención, los procedimientos y los casos individuales. Obama se dirigió al Departamento de Estado diciendo "los Estados Unidos no torturará" y redactó un decreto de ley para cerrar Guantánamo dentro de un año. El 22 de enero, firmó un decreto de ley para garantizar la seguridad, legal, y el trato humano de las personas detenidas en los conflictos armados. Esta ley limita los interrogatorios a los métodos enumerados y autorizado por el Manual de Campo del Ejército.

### Economía
Durante su primer mandato (2009-2013), la política económica de Obama se caracterizó por las múltiples medidas tomadas para enfrentar la Gran Recesión: Mayores regulaciones a los bancos, reformas a la salud y un gran paquete de estímulo económico. Durante su segundo mandato (2013-2017) se aumentaron los impuestos a las rentas más altas para disminuir el déficit fiscal. 
El desempeño económico del Presidente Obama se puede medir a través del análisis de múltiples variables macroeconómicas importantes. El número de personas empleadas aumentó de 142,1 millones en enero de 2009 (cuando asumió) a 152,1 millones en diciembre de 2016. Es decir, durante la administración Obama se crearon 10 millones de empleos. Al asumir como presidente, el desempleo se ubicaba en un alto 7.8%. Obama lo redujo a un 4.7%. Eso quiere decir que Obama creó más empleos que los presidentes Trump, W. Bush y HW. Bush combinados. El PIB real aumentó en 2,4 billones USD durante su gobierno, es decir, un crecimiento acumulado del 16.6%. La inflación anual promedio fue del 1,4% durante su administración, mucho más bajo que el promedio histórico 1989-2009 del 3%.
| Variable                                     | Inicio Presidencia: enero 2009 | Fin Presidencia: enero 2017 | Variación (%) |
| -------------------------------------------- | ------------------------------ | --------------------------- | ------------- |
| Empleos (en millones)                        | 134.0                          | 145.6                       | +8,7%         |
| Tasa de desempleo                            | 7.8%                           | 4,7%                        | -3,1 puntos   |
| Desempleados (en millones)                   | 12.0                           | 7.5                         | -37,5%        |
| Índice de Precios al Consumidor              | 211.933                        | 237.336                     | +12%          |
| PIB real (en billones USD)                   | 15.4 (Q4 2008)                 | 17.8 (Q4 2016)              | +15,6%        |
| PIB real per cápita (en USD)                 | $50.281 (Q4 2008)              | $54.714 (Q4 2016)           | +8,8%         |
| Deuda Federal (en billones USD)              | 10.7 (Q4 2008)                 | 20.0 (Q4 2016)              | +87%          |
| Deuda Federal (como % de PIB)                | 73,2% (Q4 2008)                | 105,3% (Q4 2016)            | +32,1 puntos  |
| Déficit fiscal (en miles de millones USD)    | 458.6                          | 584.7                       | +27,5         |
| Déficit fiscal (como % de PIB)               | 3,1%                           | 3,1%                        | +0            |
| Balanza comercial (en miles de millones USD) | -740.9                         | -506.3                      | -46,3%        |
| Balanza comercial (como % de PIB)            | -5,02%                         | -2,71%                      | +2,31 puntos  |
| índice de Gini                               | 40.8                           | 41.1                        | +0,3 puntos   |

### Salud
En marzo de 2010, luego de un complejo procedimiento parlamentario, se aprobó la Ley de Protección al Paciente y Cuidado de Salud Asequible.

## Política exterior

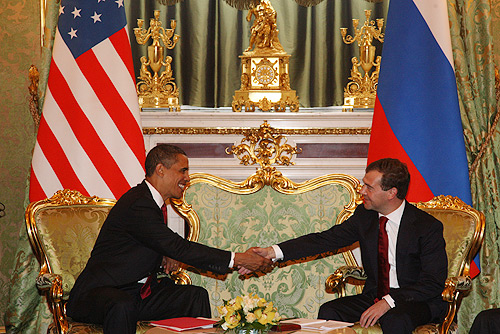
Presidentes Dmitri Medvédev de Rusia y Barack Obama de los Estados Unidos en un reunión en el Kremlin en Moscú 6 de julio del 2009.

En su discurso inaugural, el presidente sugirió que esperaba comenzar el proceso de la retirada de Irak y seguir centrándose en los esfuerzos de paz en Afganistán. También mencionó la disminución de la amenaza nuclear al "trabajar incansablemente con viejos amigos y antiguos enemigos." Habló acerca de la determinación de Estados Unidos para combatir el terrorismo, proclamar el espíritu de América es "más fuerte y no puede ser quebrantada, no nos ganarán, y los vamos a derrotar." Para el mundo musulmán, Obama extendió una invitación a "un nuevo camino a seguir, basado en el mutuo interés y respeto mutuo." También dijo que sería bueno "extender una mano" a los que "se aferran al poder a través de la corrupción y el engaño" si "están dispuestos a abrir" sus manos. Poco después de su inauguración, el presidente Obama hizo su primera llamada al Presidente Abbas de la Autoridad Nacional Palestina (PNA). También llamó al presidente Mubarak de Egipto, primer ministro Olmert de Israel y al Rey Abdullah de Jordania. Obama y la Secretaría de Estado Hillary Clinton nombraron a George Mitchell, como Enviado Especial al Oriente Medio y Richard Holbrooke como representante especial para Afganistán y Pakistán el 23 de enero de 2009. Al mismo tiempo, Obama llamó a Israel para que abriera las fronteras de Gaza, detallándole los planes de paz de su administración para el conflicto palestino-israelí.
En abril de 2009 Barack Obama se reunió con el expresidente Dmitri Medvédev en Europa; en dicho encuentro se estuvo de acuerdo en las conversaciones de control de armas con el fin de reducir los arsenales de armas y prevenir la propagación de armas nucleares a Irán y Corea del Norte.
El 23 de noviembre de 2011 el presidente Medvédev amenaza con abandonar el tratado START III[cita requerida] de desarme nuclear en diciembre del mismo año, en caso de que Estados Unidos no revierta la instalación de componentes de su sistema de defensa contra misiles en Europa, lo que los militares rusos califican de una amenaza para la seguridad de este país. 
En respuesta a Rusia, la secretaria de Estado de los Estados Unidos Hillary Clinton afirmó (el 8 de diciembre) que a pesar de las objeciones de Rusia, la OTAN continuará con su sistema de defensa antimisiles en territorio europeo y que dicho escudo no está dirigido a Rusia sino que está emplazado con motivo de defenderse de una posible agresión por parte de Irán.
Más de cuatro meses después de que comenzasen las protestas contra el régimen de Bashar Asad en lo que luego se convirtió en una denominada guerra civil siria, el Consejo de Seguridad de la ONU condenó al régimen sirio por la violenta represión ejercida contra la población. En una declaración presidencial (que no resolución), el Consejo de Seguridad pidió un cese inmediato de la violencia. La única voz disonante fue Líbano, que se desvinculó de la declaración aunque no la bloqueó. Por su parte en sus dos votaciones llevadas a cabo en el consejo de seguridad Estados Unidos votó a favor de la intervención armada en Siria mientras que Rusia y China vetaron consecutivamente dicha intervención militar a Siria.
Desde el anuncio del plan nuclear iraní (según Irán con fines pacíficos) Israel y Estados Unidos han entrado en crisis con el gobierno iraní por dicho plan incluso realizado acciones conjuntas pero sin llegar hasta ahora a la escalada bélica. Los Estados Unidos de América han participado activamente en la denuncia del plan militar iraní. La mala relación que mantenían ambos países ha ido en declive desde el programa nuclear, dando lugar incluso a rumores de guerra.
El envío de tropas americanas para defender el Estrecho de Ormuz, así como las sanciones al Banco Central de Irán y a otras entidades nacionales como el Banco Tejarat, han dado fe de la profunda crisis entre ambas potencias que hasta la actualidad continúan. así como las sanciones al Banco Central de Irán y a otras entidades nacionales como el Banco Tejarat, han dado fe de la profunda crisis entre ambas potencias.
El 2 de abril de 2015, en Lausana, Suiza , después de una semana de reuniones y dos días después de la fecha límite para alcanzar un acuerdo preliminar, las negociaciones entre el Grupo 5 + 1 e Irán llegaron a un acuerdo preliminar destinada a disminuir drásticamente el enriquecimiento de uranio de Irán y, a cambio, el fin de las sanciones contra este país. Dicho acuerdo se ha de obtener conclusiones definitivas en 30 de junio de 2015.
Su gobierno se niega a reconocer la victoria de Nicolás Maduro en las elecciones presidenciales de 2013, clasifica en 2015 Venezuela como una "amenaza inusual y extraordinaria para la seguridad nacional" e impone sanciones contra varios políticos venezolanos.

### Transparencia
La administración de Obama dijo que todos los decretos, proclames, y todos las legislaciones que no son de emergencia serían enviadas al sitio web oficial de la Casa Blanca whitehouse.gov, permitiendo que el público pueda revisar y comentar hasta cinco días antes de que el presidente firmara la legislación. Obama también utiliza el sitio web para publicar un discurso de vídeo semanal, una herramienta que se utilizará para informar al público de las acciones del gobierno cada semana. "Los vídeos también estarian disponibles en YouTube".
La Ley de Recuperación y Reinversión de América, si es aprobada por el Congreso, exigirA que todos los beneficiarios de los fondos proporcionados por la ley, publicarán un plan para el uso de los fondos, junto con los efectos, los costos, la justificación, la creación neta de empleo, e información de contacto sobre el plan a un sitio web (Recovery.gov) para que el público pueda revisar y hacer comentarios. Los inspectores generales de cada departamento u organismo ejecutivo los revisarán, según proceda, los problemas que puedan plantearse por parte del público. Las conclusiones de un inspector general deben ser transmitida de inmediato al presidente de cada departamento y se publicará en Recovery.gov.